# Trenton Meacham
Trenton Meacham (* 26. September 1985 in Champaign, Illinois) ist ein US-amerikanischer Basketballspieler. Nach dem Studium in seinem Heimatland wurde Meacham Profi und spielte zunächst jeweils eine Spielzeit in der österreichischen und der deutschen Bundesliga. Seit 2011 spielt Meacham in Frankreichs höchster Spielklasse LNB Pro A, dort ist er seit Dezember 2012 für JSF Nanterre aktiv.

## Karriere
Meacham ging zunächst zum Studium an die University of Dayton in der gleichnamigen Stadt in Ohio, wo er für die Hochschulmannschaft Flyers in der Atlantic 10 Conference der National Collegiate Athletic Association spielte. Nach einer Spielzeit verließ er die Hochschule wieder und kehrte in seine Heimatstadt, wo er an der University of Illinois at Urbana-Champaign sein Studium fortsetzte. Gemäß den Regularien der NCAA war zunächst ein Jahr in Meisterschaftsspielen nicht spielberechtigt, bevor er auch seine Collegekarriere als Basketballer bei den Fighting Illini fortsetzen konnte. 2007 und 2009 erreichte man die landesweite Endrunde der NCAA, in der man jeweils in der ersten Runde ausschied. 2009 war man zudem Finalist des Meisterschaftsturniers der Big Ten Conference.
Nach dem Studienende 2009 begann Meacham eine Karriere als Profi in der österreichischen Basketball-Bundesliga beim amtierenden Meister WBC Raiffeisen aus Wels. Als Titelverteidiger erreicht man als Vierter die Play-offs um die Meisterschaft, in denen man sich in der ersten Runde nach fünf Spielen knapp den Arkadia Traiskirchen Lions geschlagen geben musste. Für die folgende Saison wechselte Meacham zum amtierenden EuroChallenge-Sieger BG 74 Göttingen, bei dem zuvor auch sein ehemaliger Illini-Mannschaftskamerad Chester Frazier gespielt hatte.  Bei der ersten Teilnahme im höherwertigen europäischen Vereinswettbewerb Eurocup 2010/11 schlug sich die Mannschaft achtbar und erreichte die K.-o.-Spiele im Viertelfinale. Als Siebter der Hauptrunde der Basketball-Bundesliga 2010/11 scheiterte man jedoch ebenfalls in der ersten Play-off-Runde gegen den vormaligen Vizemeister Deutsche Bank Skyliners.
Für die Spielzeit 2011/12 wechselte Meacham in die höchste Spielklasse Frankreichs zu Paris-Levallois Basket. Mit diesem Verein kehrte er in die Play-offs der französischen Meisterschaft, wo man aus Meachams Sicht erneut in der Viertelfinalserie ausschied. Zur darauffolgenden Spielzeit wechselte er innerhalb der LNB Pro A zu JSF aus Nanterre. Mit den Pariser Vorstädtern gewann Meacham 2013 überraschend die französische Meisterschaft und im darauf folgenden Jahr den französischen Pokalwettbewerb, wobei er zum wertvollsten Spieler des Pokalfinals gewählt wurde.